# Angiotomografia
| Angiotomografia                                                                                       |
| --- |
| Imagem típica de uma angiotomografia de artéria coronária.                                            |
| Informações                                                                                           |
| Nome completo: angiografia por tomografia computadorizada                                             |
| Campo da medicina: imagiologia médica                                                                 |
| Tipo de intervenção: percutânea (inoculação de substâncias radio-contrastantes), minimamente invasiva |
| Primeira aplicação: final da década de 1990                                                           |
| Aviso médico                                                                                          |
| Enfatiza-se a leitura de A Wikipédia não dá conselhos médicos                                         |

Angiografia por tomografia computadorizada ou simplesmente Angiotomografia, é uma variante da tomografia, que utiliza técnicas de angiografia para visualizar as artérias e veias do corpo. Pode diagnosticar problemas em todo o sistema circulatório, como aneurismas e obstruções dos vasos sanguíneos.
A angiotomografia, pela sua qualidade de imagem, permite uma melhor avaliação clínica, mais detalhada, por exemplo em suspeita de doenças coronárias obstrutivas, quando as avaliações ecocardiográficas, cintilográficas e ergométricas não permitem uma definição anatômica mais precisa. Em alguns casos, a angiotomografia pode substituir a angiografia convencional, mas não o cateterismo, para o qual serve de complemento em suspeita de doenças de maior gravidade.

## Angiotomografia de artérias coronárias
Estudos realizados em 2005, concluíram que 40% dos pacientes estudados não precisariam ser submetidos ao cateterismo, se tivessem feito previamente a angiotomografia. Desde então, em mais de uma década, houve um grande desenvolvimento tecnológico nessa área. No início dos anos 2000, os tomógrafos tinham dezesseis fileiras de detectores. Em 2004, vieram os equipamentos com 64 fileiras. Em 2012, já eram disponíveis equipamentos com 256, até 320 fileiras de detectores e 64 canais, permitindo a aquisição de todas as imagens necessárias para o diagnóstico em um único batimento cardíaco. Vários estudos foram realizados comparando a acurácia da angiotomografia coronariana, realizada com estes equipamentos mais precisos, em pacientes sintomáticos estáveis com suspeita de doença arterial coronariana (DAC) importante. A angiotomografia foi comparada com o método de referência usual, o  cateterismo de coronárias (coronariografia). Demonstrou-se de modo consistente, que a angiotomografia apresenta excelente precisão para detectar ou excluir a presença de DAC significativa. Em particular, os estudos demonstraram que a previsão de resultado negativo foi especialmente alto, de modo que o exame é útil para a exclusão da suspeita de lesões obstrutivas graves.
No final de 2016 foi concluído um estudo feito no Brasil durante quatro anos, com mais de mil pacientes, revelando que a angiotomografia, se realizada preventivamente, poderia evitar muitas mortes. No entanto, na maioria das consultas clínicas, somente para quem já tem os sintomas de doenças coronarianas, é solicitado o exame. Dos mil pacientes pesquisados, metade tinha sintomas e neste grupo de pacientes, o exame confirmou o risco de infarto em 20% deles. Na outra metade dos pacientes, sem sintomas, o mesmo risco de infarto foi detectado pelo exame em 26%, uma parcela ainda maior que no primeiro grupo. Estudos realizados nos Estados Unidos, mostraram que entre 4% e 6% dos pacientes que procuram atendimento naquele país, são liberados sem diagnóstico de qualquer doença e acabam sofrendo infarto.
Por ainda não haver um consenso sobre este assunto, para um diagnóstico mais preciso em suspeita de doenças cardiovasculares graves, em que haja um alto risco para o paciente, a recomendação é que os exames de imagem não devem substituir o cateterismo, mas sim complementá-lo.

### Técnica
Para a realização da angiotomografia de artérias coronárias, utiliza-se um tomógrafo, que faz a aquisição "fatiada" de imagens, por meio de raios X, com espaçamentos menores que um milímetro, ao longo de toda a extensão longitudinal do coração. A aquisição é sincronizada com os sinais adquiridos simultaneamente por um eletrocardiógrafo.
Previamente é inoculado nas artérias uma substância radio-contrastante, normalmente um composto de iodo, com dosagem entre cinquenta e cem mililitros, dependendo do IMC do paciente. O nível de radiação aplicado depende do tomógrafo utilizado. Para equipamentos mais modernos, com 64 canais de aquisição e com mais de 256 fileiras de detectores, a quantidade de radiação necessária pode ser menor que um milisievert (1 mSv). Nos pacientes com frequência cardíaca acima de 55 batidas por minuto, são ministrados betabloqueadores para reduzir os batimentos cardíacos durante o exame, com dosagem proporcional à frequência.

## Riscos
- Como todo exame radiológico, a exposição aos raios X oferece riscos de contaminação radioativa, e devem ser seguidos todos os protocolos de segurança específicos durante o exame.
- Alguns pacientes são alérgicos ao iodo.